# Ptychodes alboguttatus
Ptychodes alboguttatus är en skalbaggsart som beskrevs av Bates 1880. Ptychodes alboguttatus ingår i släktet Ptychodes och familjen långhorningar. Inga underarter finns listade i Catalogue of Life.